# كيربي شورت
كيربي شورت (3 نوفمبر 1986 في أستراليا - ) (بالإنجليزية: Kirby Short)‏ هي لاعبة كريكت أسترالية. لعبت مع Queensland Fire ‏.

## وصلات خارجية
- كيربي شورت على موقع إي آس بي آن كريك إنفو (الإنجليزية)